# Neuil
Neuil ist eine französische Gemeinde mit 424 Einwohnern (Stand: 1. Januar 2022) im Département Indre-et-Loire in der Region Centre-Val de Loire; sie gehört zum Arrondissement Chinon und zum Kanton Sainte-Maure-de-Touraine. Die Einwohner werden Neuillois genannt.

## Geographie
Neuil liegt etwa 37 Kilometer südsüdwestlich von Tours.
Nachbargemeinden von Neuil sind Saché im Norden, Thilouze im Nordosten, Saint-Épain im Süden und Osten, Crissay-sur-Manse im Westen und Südwesten, Avon-les-Roches im Westen und Nordwesten sowie Villaines-les-Rochers im Nordwesten.

## Bevölkerungsentwicklung
| Jahr                      | 1962 | 1968 | 1975 | 1982 | 1990 | 1999 | 2006 | 2013 |
| Einwohner                 | 405  | 393  | 361  | 331  | 358  | 369  | 419  | 442  |
| Quelle: Cassini und INSEE |      |      |      |      |      |      |      |      |

## Sehenswürdigkeiten
- Kirche Saint-Perpet aus dem 12./13. Jahrhundert

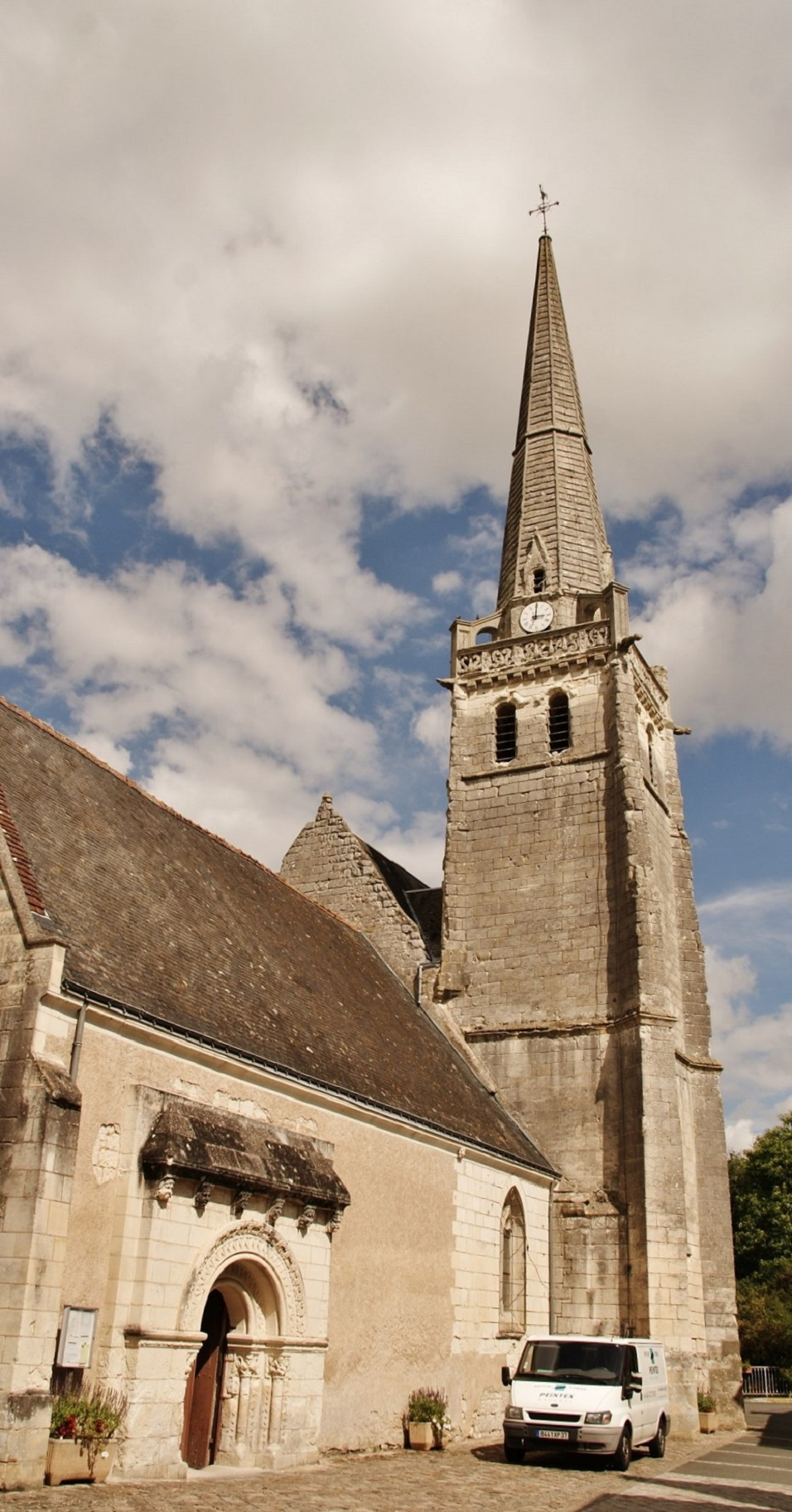
Kirche Saint-Perpet